# チョコバナナ (雑誌)
『チョコバナナ』は、KKベストセラーズおよびティーツー出版から発行されていた、単行本形式のイラスト投稿雑誌。略称は「チョコバ」、「CB」。英語表記は「CHOCO（LATE） BANANA」。さくまあきらが編集長を務めており、当初は隔月刊で、のちに季刊誌となる。1996年に創刊され1998年に休刊となった。

## 概要
- さくまが手がけていた『週刊少年ジャンプ』の読者コーナー「ジャンプ放送局」（以下JBS）の1コーナー「ミスJBSコンテスト」には、毎回レベルの高い美少女イラストが投稿されていた。そのJBSが終了することになった時、レベルの高さを惜しんださくまが自費出版で続けることを選んだ。
- タイトルの由来は、縁日の屋台のチョコバナナ。「女の子しか買えないタイトルにはしたくなかった」「トッピング（絵）で風味が変わるというのもある」とのことだが、のちにさくま自身「（命名に関して）失敗を認める」とコメントしている。
- 投稿は各コーナーに分けられ、さくま以下選考スタッフによって選ばれた作品が掲載される。投稿作品はランクによって点数が付けられ、白黒ページの場合、各コーナーごとの大賞「金のバナナ賞」には5点。その後4点、3点、2点と下がっていき、掲載時の大きさも変化する（のちに1点枠も追加された）。表紙を含むカラーページの場合、最も目を引く表表紙の最高作は7点、裏表紙と一ページ目の最高作は6点。その後5点、4点、3点枠がある。表紙カバー折り返しにも3枚ずつ作品が掲載された（3点）。当初はハガキのみの投稿だったが、投稿者たちの作品で漫画雑誌を作るという目標に従い、後に漫画作品も投稿の対象になった（10点）。
- 投稿作品が採用されると、別冊の小雑誌「チョコバナナチップス」が送られた。これは読者コーナー「バナナで栄養補給!」や添削専門のコーナー「添削テンサイ塾」も同じ。また、その「チップス」自体に掲載された人も対象になった。各界の著名人からの「チョコバナナ」に対する感想や、製作裏話などが載っていたと言う。
- 採用作品には、投稿者のデータとして住所（県または市）・氏名（ペンネーム）・獲得点数・生年月日・年齢・血液型が添えられた。さらに2巻以降は性別を表すスペード（男性）ハート（女性）マークが追加された。さくま曰く「誰でも仲間になれる本の第一歩」で、読者の「この人同じ県の出身だ〜!」とか「私と一歳違いなのにどーしてこんなに上手いの!?」というリアクションが来るようにしたという。編集後記「サロン・ド・チョコバナナ」では、同じようにさくまたち編集者の生年月日も記されている。
- 掲載作品の多くには、スタッフ同士の会話という形でコメントが付けられる。内容は主に「採用されたポイント」「良かった点」「改良すべき点」など（単なる雑談やギャグに終わる場合も多い）で、そのため時に専門用語が飛び交うことも。1〜5巻、一点枠が増設される前の各コーナーの最終ページは、「斬新」「意欲的」な作品が意識的に採用されたため、特にその傾向が強かった。そのコメントを受けた投稿者も、それ以外の読者も、さくまたちの教えを次の投稿に反映させる。そのような形でほぼ全員が毎回レベルアップして行き、しまいには「目つむって選んで、適当に並べてもおなじだ、これじゃ（byさくま）」「みんな上手くて、ずば抜けた人がいないのねん!（by榎本）」と、選考するほうが大賞選び・点数分けに苦労することになった。また、そのコメント等を通じて、絵や漫画に関するノウハウや心構えが学べるため、この本自体が「投稿作品を題材にした、絵や漫画のテキスト」としても機能するようになっている（採用作品の中には、読者に「悪い見本」を示すため、あえて採用された物もあった）。教えの中には人物の顔を下から見上げた構図の「アオリ」、コマとコマの間で、移動などの描写がないのに登場人物の位置関係が入れ替わる「切り返し」など、さくまが「プロと呼ばれる人でも半分以上が描けてない」と言うテクニックも存在する。
- 累計獲得点数に応じて、投稿者には様々な特典がつく。20点獲得すると投稿データの頭に「バナナマーク」がつく。いわゆる常連になった証である（ただし、該当者が増えすぎたため、3巻にて早くも廃止される）。50点獲得すると自己紹介漫画「バナナDAYS」の執筆権が与えられた。これも途中から枠を取り払い、誰でも参加できるようになった。そして100点に達した投稿者は名誉会員と呼ばれ、殿堂入りとなった。達成した次の号で自己紹介ページ「百点記念館」が設けられ、投稿者の直筆によるプロフィールや、会員番号などの発表が行われた。この会員番号は達成順ではなく、1〜100（のちに99）の中から好きな番号を指定できるというシステムで、「名誉会員第一号は果たして1番を選ぶか?」という事も注目された。名誉会員となってからも通常の投稿は可能で、上記のデータの「獲得点数」の代わりに会員番号が表記される。彼らは後続の投稿者の乗り越えるべき「壁」となるはずだったが、時にその名誉会員の方が2点や1点枠に追いやられるという、激戦が毎号のごとく繰り広げられた。会員の中の希望者には、プロとしての仕事を斡旋（実際に希望者がいたかは不明）。さらに編集部への訪問も許可される。「名誉会員のみの増刊号・CBヒーローズ」さらにはトレーディングカードゲームなど、色々と計画を立てていたようだが、どれも実現せずに終わった。
- 本にはアンケート用紙（ハガキ）がはさまれており（製本段階で織り込むのではなく、完成後にページの間に挿入する）、読者が「好きな投稿者」「気に入った作品」などを選んで投書する。その結果は次号で発表されるが、名前だけで選ばず純粋にその号の気に入った作品で選ぶ読者達によって、毎回ランキングの顔ぶれが変化した。その様はさくまをして「本物の漫画雑誌でもこんなに激動のランキングってないよ！」と言わしめた。
- 出版費用は全て、編集長のさくまが私財の中から出している。そのため、出版コードを取ってはいるが、実質は同人誌に近い。なぜスポンサー等を付けなかったかについては「スポンサーがいる場合、相手次第で一日で（決定が）ひっくり返るのが、この業界の常」なので「自分で全部お金出して、妥協しない本にした」との事。販売そのものもKKベストセラーズのさくまの旧友に委託しており、10巻から彼が独立してティーツー出版になったため、そのままついていったとの事。
- かつての『マンガハウス』ほどではないにせよ、「まともな出版社なら3巻あたりで休刊が決定してたよ（byさくま）」というほど、売上は常に赤字だった。さくまの人脈・ネームバリューに加えて投稿作品のレベルの高さなどから、業界での注目度はそれなりに高かったが、CM等の宣伝活動がなかったことなどから一般への知名度は低かった。「この苦境を乗り越えたい」等の思いから、読者自身があらゆる手段で宣伝活動をするチョコバナナ盛り上げ隊が発足した。かくしてCBは「みんなで作って、みんなで宣伝して、みんなで売って、みんなで買う、出版誌上類を見ない変な本（Byさくま）」となった。しかし状況はなかなか改善せず、「赤字埋めのためのゲーム製作に時間を割かなければならない」と、隔月刊だったのを12巻から季刊誌に変えた。「この波を乗り越えたら一気に月刊化をもくろんでいる」と、さくまは言っていたが実現せず。
- 毎回レベルアップを続ける漫画家の卵たちをメジャーデビューさせるため、さくまは自分が作ったゲームに常連達の絵をたびたび採用していた（関連作品の項を参照）。昨今、いわゆる「萌え系コンテンツ」の商品で、イラストやキャラクターデザインにアマチュア絵師を採用するケースが増えているが、（形の上でなら）同じようなことを10年以上前にさくまがやっていた事になる。もっとも、さくまはCB以前にも「ミスJBS」の常連に絵を描かせてもいた。
- NTTのサービスG-Squareでボツ作品の復活掲載をしたり、漫画情報誌「Comnavi（コムナビ）」に出張版を連載したりと、様々な形で展開してきた。季刊化してからはページ数を増やし、さらに投稿漫画が増えた14巻からはあたかも本物の漫画雑誌のごとく、掲載漫画のキャラクターで表表紙を飾った。
- 編集者と読者が一丸となって夢（漫画雑誌、月刊化）に向かって突き進んだが、その間にも出版界全体の状況は悪化の一途を辿っており、さくま曰く「有名な月刊漫画雑誌がCBより部数が少ないという話を聞いた」らしい。ついにさくまは16巻、98年秋の号にてCBを休刊させる事を決意した。それでもさくまは「次号最終刊です!と予告して終われるのは幸せなこと」と言っていた。本誌が休刊になってからも『宇宙人ショック』や『桃鉄4コマ劇場2』などの関連本の展開は続いた。漫画投稿もしばらく受けつけ、それを元に『チョコバナナ1999（仮）』という本を出す予定で、さらにラジオ版、さらなるゲーム化、TVアニメ化なども企画していたが、どれも実現しなかった。上記の「コムナビ」の出張版も、同誌の休刊と共に消滅した。「マンガハウス」の時と同様、プロ志望の常連の一部はさくまの元で修行していたが、デビューした者がいたかは不明。さくまは「みんなの方からチョコバナナ復活の機運が高まってきたら復刊する」と言っていたが、これも実現していない。
- 数多くのハガキ投稿者、同人アマチュア作家にイラストや漫画のノウハウを提供し、さらに実際にプロを輩出した。しかし、川添真理子以外は皆、休刊から数年以上経ってからのデビューで、さらにインタビューやあとがき等でさくまやCBとの関係に触れなかった（さくまの方からの言及もなかった）ため、熱狂的なファンを除いては、業界全体で長らく忘れ去られた存在となっていた。

## 主なスタッフ

### 選考スタッフ
編集長は創刊から最終巻までさくまあきらが務めた。
1〜4巻の選考スタッフ3人は、さくまの事務所兼出版社「（有）サマープロジェクト」のメンバー。
財政難から事務所を解散した5巻以降は「ジャンプ放送局」などで一緒だった二人が参加する。
さくまあきら（1〜16巻）
編集長。赤字にも病気にもめげずに編集・発行を続けた。放送作家、漫画評論家（ただし、本人は途中までその事を忘れていた）などで得た数多くの知識や経験から、投稿者にコメントを送る。後半には個々へのコメントの代わりに、「電通・鬼十則」など全員に向けた訓示を送ることも多かった。「投稿者たちの作品で月刊漫画誌を作る」「アニメ・ゲーム等のメディアミックスを展開する」と、チョコバナナに関して数々の夢を持っていた。
佐藤憲亮（1〜4巻）
デザイナー。元バナナグローブスタジオ社員。身長は不明だが体重が45キロしかなく、「スケルトン佐藤」の異名を持つ。自称「悲しげ評論家」で、目や雰囲気などが「悲しげ」な作品を好む。猫マニアでもある。
増田恵子（1〜4巻）
ライター。桃太郎チーム所属で、『新桃太郎伝説』や『さくま式人生ゲーム』に参加したのが確認されている。音大出身。小説家志望。美少年や美青年の絵を見てキャスティングを考えるタイプ。
土門保夫（1〜4巻）
エディター。ハガキの集計係。立場的に一番下っ端。絵の知識は素人で、基本的には他の3人に対して、読者に代わって質問するワトソン役。いわゆるロリコンで、幼い感じの女の子の絵を好む。解散後はGame Walkerの編集部に入り、CBの宣伝に一役買っていた。
土居孝幸（5〜16巻）
漫画家、イラストレーター。JBS時代にあった「独身」ネタはほとんど見られず、「スケベ」ネタはほとんど榎本にゆずってしまったが、その代わり「適当」「無理はしない」ネタが増えた。さくまや榎本との掛け合いの一方で、プロの漫画家ならではのちゃんとした意見や体験談を語ることもあった。4巻以前にもスタッフの似顔絵イラストで参加していた。2巻ではさくまの病室にお見舞いに行っている。「変なもの」のイラストが好き。
榎本一夫（5〜16巻）
デザイナー、レイアウター。JBS時代には「お仕事ほしいのねん」と言っていたのが、とうとう社員まで募集するようになり、投稿者の中から将来有望な者を見つけては、有名になったときに仕事を貰おうとしたり、自分の会社に引き込もうとしていた。「貧乏ネタ」がパワーアップして「人生の負け組」ネタになり、さくまが読者に訓示を与えるときなどの反面教師になっていた。基本的にはボケ役だが、後半になるにつれて土居ともども、まともな意見のコメントが増えていった。2巻でさくまの見舞い、4巻で編集部に電話してきたという形で登場。「お尻プリプリ」のイラストが好きらしい。

### 挿絵イラスト
澤良一
マスコットキャラ「チョコバナナ君」をはじめ、各コーナーの扉絵、次回予告カットなどを担当。元サンリオ社員。同時期にジャンプの読者コーナー「バトルリーグジャンポスト」の挿絵も担当していた。
新岡優哉（1〜4巻）
元JBS投稿戦士。ランキング表など、数点のカットを担当。
土居孝幸
選考参加と同時に、上記の新岡のカットを土居のものに入れ替えた（澤のカットになったところもある）。
原勝徳
元投稿戦士。1・2巻の目次カットのみ。穴埋めらしく、編集後記にはクレジットされていない。

### その他の主なスタッフ
なかむら治彦＋スタジオHEGE
1巻で「編集協力」としてクレジット。
佐藤友美、中村亜紀子、高橋章子
レイアウター3人娘。3巻「ノンセクション部門」で、増田と共に小特集「ナイスガイ」を組む。
米山隆史
元投稿戦士。4巻で「編集協力」としてクレジット。
石関秀行
『怪物パラ☆ダイス』のスタッフ。4巻「モンスター部門」にて、採用モンスターの承諾書の説明をした。
佐久間真理子、佐久間ゆり
さくまの妻と娘（連れ子）。スタッフをリストラした5巻以降、編集のお手伝いに駆り出される。娘はハガキが来た日付のスタンプ押しと1〜2点枠の復活掲載を担当していたらしい。さくまは「家族3人だけでせこせこ作ってる本、家内制手工業マニファクチュアだよ」と言っていた。
野澤知子
レイアウター。バナナグローブスタジオ所属だったが、8巻を最後に退社したとの事。しかし9巻以降も「編集協力」という形で残った。
牧野正
営業。10巻よりクレジットされる。「編集者と営業の数は同じなのが出版界の通例なので、形だけでもマネした」とのこと。7巻でさくまは「営業担当いない。20年来の博多の友人が営業のお手伝いをしてくれる」と言っていた。

## コーナー
美少女部門
毎回異なるテーマで美少女イラストを募集。前身となる「ミスJBSコンテスト」の形式を引き継いだコーナーと言える。
ファンタジー部門
毎回テーマに沿ったファンタジー系のイラストを募集。「戦士」から「妖精」はては「桃太郎」までテーマの枠は広かった。
モンスター部門（1〜10巻）
RPGやアクションゲーム等に登場するモンスターを募集する。ここから『怪物パラ☆ダイス』が生まれた。
パラ☆ダイス倶楽部（11〜16巻）
モンスター募集はそのままに、ゲームの情報も紹介するようになった。
ゲームキャラ部門（14〜16巻）
「パラ☆ダイス倶楽部」から投稿の部分を独立させた。「お邪魔キャラ」など、多少枠も広げた。

ヒーロー&ヒロイン部門
投稿者オリジナルの作品の登場人物イラスト（できればタイトル付）を募集する。略称は「ヒロヒロ」。基本コンセプトは「漫画の扉絵」だが、それにこだわらず活躍場面なども描いてよく、中には半分お遊び（半分本気）でコミックスになったときの表紙、アニメ化したときの宣伝ポスターなどを描いてくる者もいた。「何度でも同じキャラを描いてよい」のが最大の特徴で、描き続けられたキャラにポーズがつき、表情が出て、生き生きと動き出す様が巻を追うごとに見られた。後述の「ストーリー漫画部門」の作品の多くも、元々はここで展開して人気が出た作品たちである。さらにOVAなどの展開も考えられていたようで、同誌における、いわゆるメディアミックスの中心的コーナー（予定）だった。CBが出るまでは、読者のオリジナルキャラを投稿できるのは『ファンロード』ぐらいしかなかったのが、のちに爆発的に増えることになる。
ノンセクション部門
各コーナーの枠に収まらない、「その他」のイラストコーナー。基本的にどんなテーマ・コンセプトでもOKだが、よく特集が組まれたものとしては、既存の文学小説の表紙イラスト、芸能人の似顔絵など。小特集から独立コーナー化されたものも。
漫画の1シーン部門
オリジナル漫画の1シーン（ハガキ一枚につき1ページ分）を投稿する。上記の「ヒロヒロ」のキャラが活躍する作品が多かった。一度に何枚も投稿して、数ページ分の短編にしてしまう投稿者も存在した。
漫画の3ページ部門（14巻）
漫画のイントロから3ページ目までを描く。その短い間に、どれだけ読者に「ジャンルは?主人公は?敵の目的は?」等、物語を正しく伝えるかがテーマ。
ヒール部門（ヒール&ライバル部門）
「ヒロヒロ」のキャラと敵対する悪役を募集する。さくまの期待に比して投稿は振るわず、金のバナナ賞は一回しか出なった。
2コマ漫画部門
いわゆる2コマ漫画を募集する。実際には4コマ漫画も多数掲載された。

バナナタウン物語（8巻、10巻、12巻、14巻）
「Dr.スランプ」のペンギン村のような、服を着た動物の住人や野菜・果物型の家などがいっぱいのメルヘンな町「バナナタウン」を創造する。住人、建物、地形、その他アイデアの文章投稿など。最大の特色は「アイデアを共有する」ことで、例えばAさんが考えた「ウサギの先生」を、Bさんが4コマ漫画にしたり、Cさんが先生の家を考えたり、という風に発展させることができた。2回目にして早くもストーリー漫画が投稿されて、さくまたちを驚愕させた。
原作チャレンジ部門（10巻、13巻）
あかねこかの書き下ろし原作『勇者伝説アギーレ!』を漫画化（8ページ）する。投稿作品は本来、増刊「CBヒーローズ」の目玉になる予定だった。10巻で原作を発表（コーナー名は「ストーリー漫画部門」）、13巻で応募作品発表と寸評。参加者の中には元カプコンの西尾仁志も。模範作品として、同じ原作で山本貴嗣が執筆。
ストーリー漫画部門（7巻、9巻、11巻、14〜16巻）
投稿者のストーリー漫画を掲載。紙面の半分が漫画で埋まった後期には、投稿と執筆依頼の中間という感じで、作者とさくまが綿密な打ち合わせをしていた。
モンキーバナナ（1〜5巻）
いわゆる「掲載まで後一歩」なコーナー。初投稿の人が重点的に選ばれた。のちに各コーナーの1点枠として合併、消滅する。
バナナDAYS
当初は50点獲得した投稿者のためのコーナーで、「趣味」をテーマに1ページ漫画を描く。ところが権利獲得者に比して応募があまりにも少なく、あっても「無趣味です」というのが多かったためさくまを嘆かせた。テーマを自由とし、「これでだめだったらCBやめる」と言ったところ、爆発的に投稿が増えた。のちに誰でも参加できるようになり、さらに4ページまでの投稿が可能となった。CB休刊後、単行本「マニアックDAYS（仮）」として発売される予定だったが、実現したかは不明。
添削テンサイ塾
絵の添削専門のコーナー（点数は入らない）。途中からQ&Aも受け付けるようになる。時には他コーナーの作品を見たさくまが「悩んでるんだろうな」と感じた投稿者に、あらかじめ答えを用意しておく事もあった。
バナナで栄養補給!
文章投稿も受け付ける、いわゆる通常の読者コーナー（点数は入らない）。主な内容は感想、ファンコール、後述の「チョコバナナ盛り上げ隊」の活動報告など。

## 投稿者
主に投稿していたのは、前身たる「ジャンプ放送局」の「ミスJBSコンテスト」で活躍していたメンバーだが、店頭のパンフレットなどで存在を知り、新規に参入してきた者も多い。『ファンロード』など、他の雑誌でも投稿活動をしていた、いわゆる「アマチュア絵描き」「同人作家」が多く見られた。さらに文章投稿専門だった人が、投稿者たちの熱気や努力する様に当てられてイラストを描き始め、掲載を勝ち取るまでに上達するパターンも見られた。
名誉会員の第一期会員は「光組」とカテゴライズされ、99人そろったところでいったん募集を締め切り、第二期会員「風組」を募集する予定だった。しかし、実際には光組が99人そろう前に雑誌が休刊した。
そもそも投稿者たちは、最初からプロになるつもりで投稿したわけではない。しかし、名誉会員となってから「ここまで来たらプロになりたい」と思うようになった人が多く、またさくまも実は当初から「名誉会員の作品で月刊漫画誌を作る」など、そのつもりで行動していた。3巻裏表紙折り返しには「3年後（注・1996年当時）には絶対この本からプロ漫画家が誕生すると思う。予想では30人、5年後には80人って思ってるんだけど。」と書いてある。さすがにそれはオーバーだったが、投稿者の中には現在、さくまの教えを胸にプロとして活躍している者が何名も存在する。中には休刊後大分経ってからプロデビューし、後になって投稿者と判明するケースも多い。

### 名誉会員「光組」
1番：川添真理子（かわぞえまりこ）
旧ペンネーム・エレメンタル。当初より多彩なアイデアのイラストを投稿する。基本的な絵柄は少女漫画調で清潔感がある。現在はスクウェア・エニックス系の雑誌でプロ活動のかたわら、『ファンロード』に投稿している。「ヒロヒロ」での代表作：庭部
2番：パープルウォーム
体の厚みを魅せるイラストが得意。『怪物パラ☆ダイス』ではひょんなことから主題歌のボーカルに抜擢される。「輝く日本の星!」参加メンバー。「ヒロヒロ」での代表作：MEGA BREATH（メガブレス）
3番：はせがわちず
旧ペンネーム・真魚（まな）。日常生活ネタの「バナナDAYS」は彼女の独擅場だといわれた。ペンギン好きで、『さくま式人生ゲーム』ではその腕を遺憾なく発揮。「ヒロヒロ」での代表作：いよっ!! お仕事人、SIZUKA
4番：妃巫（ひめみこ）
「ヒロヒロ」での代表作「猫道士」は『さくま式人生ゲーム』（本来はその前身の「学習王（仮）」）のメインキャラとして採用された。「輝く日本の星!」参加メンバー。その他の代表作：妖怪探偵団ハロウィン
5番：増渕加奈子（ますぶちかなこ）
旧ペンネーム・サクラチトセ。少女漫画系の絵柄だが、実はボクシングネタが得意。「輝く日本の星!」参加メンバー。「ヒロヒロ」での代表作：機動学生ベンガク!、GAKUDEKA（ガクデカ）
6番：天街由佳子（てんまちゆかこ）
旧ペンネーム・グミグミY。「じゃんぷる」にTENMACHI（てんまち）のペンネームで投稿。「ヒロヒロ」での代表作：エンジェルファイターPU-RIN
7番：都氏さとみ（みやこうじさとみ）
旧ペンネーム・かりのなかえん。「輝く日本の星!」参加メンバー。CB休刊後、商業誌の仕事が入るようになったらしい。現在は都氏（とし）の名で、成年コミック作家として活動中。「ヒロヒロ」での代表作：ちびっ子戦隊うさぎぐみ、人形で勝負!!
8番：中尾淳（なかおじゅん）
旧ペンネーム・プチまる。CBにおけるストーリー漫画掲載第一号にして、男性投稿者の名誉会員第一号。「『桃太郎電鉄7四コマ劇場』に100本投稿できたらプロをめざす」とのルールを自分に課し、実際に目標達成して単行本で代表にクレジットされた。「ヒロヒロ」での代表作：半熟ハンター、万年フラレさん、青春番長
9番：櫻井崇（さくらいたかし）
旧ペンネーム・も。『怪物パラ☆ダイス』の代表的モンスター「ワー」の作者。ボスモンスター「アニマフランケン」も採用された。
10番：河本秋子（こうもとあきこ）

11番：高田雄介（たかだゆうすけ）
旧ペンネーム・TKD。「ヒロヒロ」での代表作：幽霊少女さくらちゃん
12番：ぐるんぱ花の都（ぐるんぱはなのみやこ）
他誌に投稿する際、「チョコバナナ盛り上げ隊」としてペンネームに「CB12番」を付けたことがある。「ヒロヒロ」での代表作・お子様戦隊ガキッズマン!
13番：えんらえんら
『さくま式人生ゲーム』のキャラ「どんぶるさん」の作者。他に「コップルさん」というのもいた。「ヒロヒロ」での代表作：虎十郎天下御免!
14番：キムラミナコ
旧ペンネーム・ムウル。『さくま式人生ゲーム』のキャラ「ムッキー」の作者。
15番：石橋きよえ（いしばしきよえ）
旧名・石橋淑江。本名だが読みづらいため、平仮名に変えた。14巻では編集部のお手伝い、14・15巻では次回予告のカット描きをしている。さくまや野澤などから直接教えを受けられる、かつての井沢ひろしのようなポジションにいた。『さくま式人生ゲーム』のチョコバナナチームを代表する存在。「ヒロヒロ」での代表作：汀（みぎわ）の姫が想う時、TRIDENT（トライデント）
16番：中村麻友子（なかむらまゆこ）
「ヒロヒロ」での代表作：シャドウアース
17番：藤川かつら（ふじかわかつら）
「バナナタウン物語」を2回目にして早くも漫画化し、一同を驚かせた。シリアスでも通用する絵柄ながらコメディを得意とし、若者言葉を使う等ややシュールなキャラクターの老人が人気を博し、やがて漫画にも登場する。その代表作「たすけて! 福助!!」はCBからのコミックス第三弾に予定されたが、実際に刊行されたかは不明。その他の代表作：ロストワールド
18番：古河あおい（ふるかわあおい）
旧ペンネーム・ぺけぺけ。川添真理子に続いて「ハガキ100枚投稿」を実行した。女性ファッション誌の挿絵のような画風。「ヒロヒロ」での代表作：部屋にひとり
19番：岩岡目々（いわおかめめ）
旧ペンネーム・うみの。CBコミックス第一号として、「わるわ〜るど」が刊行された。現在「いわおかめめ」の名で『ちゃお』にてプロ活動中。
20番：高原和（たかはらかん）
「輝く日本の星!」参加メンバー。当時はまだ名誉会員ではなかったが、編集部に出入りしていた編集者が担当として付いていたとのこと。
21番：幻想鬼（げんそうき）
1巻〜4巻まで連続して金のバナナ賞を取り、「モンスター部門の帝王」と呼ばれた。なお、彼の五連覇を阻んだのはエレメンタルこと後の川添真理子。『怪物パラ☆ダイス』ではボスモンスターに2体が採用された。スタッフロールでは本名でクレジット。
22番：渡辺佐和子（わたなべさわこ）
旧ペンネーム・るびぃ。横浜ベイスターズのファンで、会員番号は当時在籍していた佐々木主浩の背番号にちなんだ。先に名誉会員入りした人が、彼女のために22番を遠慮して空けておいたという。毛筆を主体としたペンタッチが特徴。「ヒロヒロ」での代表作：Half・Devil（ハーフデビル）
23番：北池ミホコ（きたいけミホコ）
「ヒロヒロ」での代表作：愛の3YEARS
24番：楠のすく（くすのきのすく）
古代中国（春秋戦国時代）、インカ・アステカ文明などのネタが得意。「ヒロヒロ」での代表作：偽殿下正伝、煙立つ鏡〜テスカトリポカ〜
25番：内本まなみ（うちもとまなみ）
『さくま式人生ゲーム』の製作お手伝いスタッフ。「ヒロヒロ」での代表作：Gチャンマン
26番：AKD（えーけーでぃー）
独特のハイライトとカケアミが特徴。のちに「萌え萌え用語の萌え知識」（イーグルパブリシング）にイラストを提供していた。現在は「新久保だいすけ」名義で漫画家としてプロ活動中。「ヒロヒロ」での代表作：わんわん機動隊
27番：酒鬼丸（さかきまる）
『怪物パラ☆ダイス』のモンスター「ギロチンゴースト」の作者。「ヒロヒロ」での代表作：LUNA BROOM（OZ!）
28番：池田結香（いけだゆか）
旧ペンネーム・紅結羅（くゆら）。投稿中、看護学生から看護士の資格を得た。『少年サンデー特別増刊R』等でたびたび読みきり作品を発表している。「ヒロヒロ」での代表作：ナース女医ナー、新世紀革命ジュノー・レプリカ
30番：志塚軌（さねづかわだち）
ファンロードでも「さねづか軌」の名で投稿。「ヒロヒロ」での代表作：新世紀HERO-DAI-、超人造人間（スーパーアンドロイド）伝説
31番：黒川春姫（くろかわはるき）
リアルな絵柄と強烈なボケとのギャップが売り。『ファンロード』にも投稿。「ヒロヒロ」での代表作：魔龍境
33番：秋月涼（あきづきりょう）
さくまのサイト「月刊デジタルさくまにあ」に漫画が掲載された。
35番：T・P・うににん（てぃーぴーうににん）
『さくま式人生ゲーム』のキャラ「ぽぽちゃん」の作者。
44番：しんのすけ
「桃太郎電鉄74コマ劇場」で活躍。
45番：冬月れん（ふゆつきれん）
硬質感のある絵柄。
55番：犬仔（いぬこ）
びっしりとした書き込みのクールな絵が特徴。「ヒロヒロ」での代表作：青空盗賊団
56番：GW（ジーダブリュー）
16巻「ゲームキャラ部門」にキャラデザインを350枚投稿した。その功績で大手ソフトメーカー（どこかは不明）に内定が決まったとのこと。
69番：朱弥（あけみ）
旧ペンネーム・エリザベベIII世。「ヒロヒロ」での代表作：白孤仮面参上前!、6月の花嫁
71番：坂本芳江（さかもとよしえ）
現在も『ファンロード』に投稿。「ヒロヒロ」での代表作：こんにゃく侍、次期大仙女シュイ＝マーラック
74番：しののこ
『さくま式人生ゲーム』製作スタッフ。トーンを使わない、丸・曲線主体の書き込みが特徴。「ヒロヒロ」での代表作：砂航海賊船オーストリチカ、Explorer（エクスプローラー）
75番：こんにょ
『さくま式人生ゲーム』で活躍。上のしののことは友人で、「バナナで栄養補給!」でよく合作していた。「ヒロヒロ」での代表作：夢が大暴険
77番：AMINGO（あみんご）

87番：こまつ花あきこ
のちに集英社の少女漫画誌「クッキー」にて四コマデビュー。お便りページのイラストなども担当。「ヒロヒロ」での代表作：スキスキこいけサン
88番：汐崎じゅん（しおざきじゅん）
さくま門下の漫画家の卵として「さくまあきらの正体」で紹介された。「ヒロヒロ」での代表作：SIDE WINDER（サイドワインダー）
97番：たつきじゅん
「桃太郎電鉄7 4コマ劇場2」で代表としてクレジットされた。『さくま式人生ゲーム』のキャラ「珍獣だだん（本来は「だやん」）」の作者。現在、4コマ誌でも活躍。
98番：草壁雅人（くさかべまさと）
天使の女の子とキリングマシーンのペアが持ちネタ。
99番：今井一志（いまいひとし）
「個性」という点ではひときわ群を抜いており、独自の世界を切り開いていた。『さくま式人生ゲーム』にも参加。
以下は16巻（最終巻）で100点達成した投稿者。会員番号は「チョコバナナチップス」最終号で発表された。
93番：月の精霊（つきのせいれい）
彼の「ヒロヒロ」作品「快食快便ウンコマン」は、同コーナーに旋風を巻き起こした。
96番：アトム
「ヒロヒロ」での代表作：放課後ファンタジィ
32番：天辺日朗（あまべひろう）
15巻までの累計獲得点数が9点の状態から、最終巻で大逆転した。なお、最終巻は各コーナーの点数が二倍になっていた。
50番：R-LBY（あーるえるびーわい）
『さくま式人生ゲーム』に参加。「原作チャレンジ部門」Aクラス作品賞。
51番：ヤングダックス（やんぐだっくす）
『怪物パラ☆ダイス』のモンスター「ポー」の作者。老夫婦をネタにした2コマ漫画が得意。
40番：土産屋そりとん（みやげやそりとん）
「ヒロヒロ」での代表作：央華飯店
59番：空龍あるふぁ（くうりゅうあるふぁ）
『怪物パラ☆ダイス』のモンスター「ゴーゴースト」の作者。「ヒロヒロ」での代表作：人形達の夜、保育園とーぞく団!
86番：神谷栄和（かみやろん）
イラスト投稿一切なし、漫画『宇宙人ショック』の投稿だけで会員入りした変り種。並み居る常連を押しのけてCBコミックス第二弾に選ばれた。現在はテレビアニメの制作に関わっている。
66番：東雲まほろ（しののめまほろ）
旧ペンネーム・へいた。『怪物パラ☆ダイス』のモンスター「ルク」の作者。スタッフロールでは本名で載るが、誤植された。
62番：藤岡茶摘（ふじおかちゃつみ）
3巻の初投稿でいきなり金のバナナ賞を獲得（ファンタジー部門「天使と悪魔」）、スタッフを驚嘆させた。「ヒロヒロ」での代表作：Not Nightmare（ノット ナイトメア）
42番：KANERU-S（かねるえす）
「ヒロヒロ」でほぼ唯一の巨大ヒーロー物「ゾイター」を展開していた。『怪物パラ☆ダイス』のモンスター「ガーディアン」の作者。
34番：一ノ蔵真澄（いちのくらますみ）
独特のギャグセンスを「桃鉄4コマ」等で発揮。「2コマ漫画部門」では、居酒屋を営む死神と幽霊のやり取りが持ちネタ。
29番：鱗夏あい（りんかあい）
CMポスターのような、余白を大きく取ったデザインが特徴。JBS時代からの常連であり、その縁で『スーパー桃太郎電鉄DX』では女湯のイラストを担当。

### その他の主な投稿者
玉壊屋（ぎょくかいや）
1巻裏表紙に載った。その正体は元カプコンのデザイナーBENGUS。さくま達は正体を知らずに載せた。
藤丸テル（ふじまるテル）
初期の人気投稿者。名誉会員になる前に、他誌でプロデビューしたとのこと。
POWERMAC（ぱわーまっく）
卓越した画力とマッキントッシュネタで、「バナナDAYS」を活性化させた。現在も美少女系イラストで『ファンロード』を中心に活躍。なお、ジャンルの関係上、資料等はWindowsを使用するものの、作画は現在もMacを使用しているとの事。
渡空燕丸（わたりぞらつばめまる）
源義経を中心とした歴史ネタが得意。「さくまあきらの正体」で紹介され、「デジタルさくまにあ」にエッセイを連載していた。「ヒロヒロ」での代表作：無敵のツインズ、魔法人形（マジックドール）
えんたん
「ヒロヒロ」唯一の『仮面ライダー』風正統派変身ヒーロー「クロスカイザー」を展開していた。
錯乱坊主（さくらんぼうず）
JBS時代からおなじみの投稿者。「バナナDAYS」では本職（消防士）を生かした防災ネタを披露。
仁之丞（じんのじょう）
『ファンロード』によると、六道神士のアシスタントになったとのこと。
相羽翔子（あいばしょうこ）
のちの成年コミック作家相羽翔穂。現在でも『ファンロード』に時々投稿している。ペンネームは当時好きだった元Winkのメンバーだった相田翔子に由来。
ああああ
メガネのおっさんと気弱な青年のコンビによる2コマ漫画が得意。のちに「じゃんぷる」にも投稿。
ユメみるバカねこ
『怪物パラ☆ダイス』のモンスター「ようこそ」の作者。本来は「ハーフヒューテンデス」という名前だった。
（株）山口技商（かぶしきがいしゃ やまぐちぎしょう）
読者の注目度が高く、しののこ、藤岡茶摘と共に「彗星トリオ」と呼ばれた（創刊からではなく途中から現れたので）。
ばらスィー
「苺ましまろ」の作者。3巻「モンキーバナナ」に一枚だけ載った。当時16歳。
星流サトーシ（サトくん）
「輝く日本の星!」のオーディションに参加、そのレポート漫画を「バナナDAYS」に投稿した。さくまからCB8巻を貰うまで「チョコバナナ」の存在は知らなかったらしい。
SF元気（えすえふげんき）
「ジャンプ放送局」24巻で、早くもCBの宣伝をした（当時のペンネーム・なぬを鯣?）。自身も読み専門から画力を上達させていった、応援要員。
よしだまさと
旧ペンネーム・星空のパスポート。「盛り上げ隊」の法則に従い、「ハガキ戦士ジャンプ団」に「CBよしだま」の名で投稿。「ヒロヒロ」での代表作：下町銭湯“城乃湯”三代目バントー。
石野卓球部（いしのたっきゅうぶ）
7巻「ノンセクション部門」に電気グルーヴの似顔絵を投稿。12巻「バナナDAYS」でプロの漫画家であることを明かす（正体は不明）。デビューまで1000ページ以上描いたとか。
くぬぎふみたか
タカラトミーの名物社員。TVチャンピオン「オモチャ王選手権」準優勝・優勝経験あり。オリジナルロボのデザインを多数投稿。実はさくまとは古い付き合いで、『さくま式人生ゲーム』の企画を成立させた立役者の1人。
双礼（そうれい）、つくだに
姉妹で投稿。つくだにの方が姉。現在、共に『ファンロード』で活動中。
赤
女性の常連投稿者の中では最年長。安定した画力とオリキャラの巨大ハムスターで人気に。さくま達の方針に反発して抗議の手紙を送りつける者が増えた際、「そんなの無視ですよ、無視!!」とコメントし、さくま達を励ました事でも有名。対してさくまは「赤さんはさすが大人だなあ。私はまだまだ修行が足らんです」と返した。なお、年齢だけならさくまの方がずっと年上である。
染井はいど（そめいはいど）
旧ペンネーム・染井たみお。アクの強い絵柄が特徴。『怪物パラ☆ダイス』のモンスター「ヴァイスピエロ」の作者。
ヂュゲムP助（ぢゅげむぴーすけ）
『怪物パラ☆ダイス』のモンスター「ビブ」の作者。
ゆすかる
さくまの友人、小説家・大沼弘幸の娘。
ミラクルM（みらくるえむ）
堀井雄二の娘。
ゆりプ〜
さくまの娘。上記二人と共に、15巻「魔法使い」1点枠に載った。

## チョコバナナ盛り上げ隊
「チョコバナナ盛り上げ隊」とは、同誌の売上・知名度を上げようとする読者の宣伝活動の総称である。
CBを月刊誌にしたい、あるいは投稿者たちの作品で漫画雑誌を作りたいという目標は早くから掲げられていたが、赤字経営のままでは無理だった。一番かかるのは人件費だが、4巻を最後にスタッフをリストラしてしまうほどの苦境だった。そこで、ほぼ自然発生的に「同誌の売上を伸ばす（赤字脱却）」「知名度を上げる（この素晴らしい本を広めたい）」「手に入れやすい本にする（バックナンバーを書店に置いてもらう）」ための活動が、複数の読者によって始められた。
具体的な方法は以下の通り。
- 友人・知人に広める。さくまも「私の40過ぎの仲間達も恥ずかしそうに（CBを）買ってくれます」と言っていた。さくまの場合、自分から送りつけるケースもあったという（相手はピエール瀧など）。
- 駅の伝言板、書店のペンの試し書きなどに「チョコバナナ買ってね!」と宣伝を書く。ただし、出版社なども一緒に書いておかないと、食べる方のチョコバナナと間違われる。
- 漫研・同人サークルなどで購入する。一冊買えばメンバー全員に広がる。
- 県立・市立などの図書館に注文して置いてもらう。現在でも、図書館によっては倉庫などに保存してある（閉架）場合もあると思われる。
- 書店で「注文して」購入する。店員に覚えてもらえば、仕入れが増える。既に置いてある場合でも、あえて「チョコバナナありますか?」と店員に聞く。これを実行したところ、わざわざ店員が倉庫から持って来てくれたので、「既に持っているにもかかわらず買ってしまった」という経験をした者が、さくまを含め何人もいるとか。読者自身が売る側（店員）に回るパターンもあり。
- 書店で目立たないところにあった場合、よく見える、目立つところに置き直す。一例としては、アンソロジーや同人誌のコーナーから、アニメ･ゲームのコーナーへ。
- 他誌に宣伝ハガキを投稿する。そのバリエーションとして、「他誌用のイラストの一部に、さりげなくチョコバナナの文字を入れる」「ペンネームにチョコバナナ（CB）の文字、名誉会員番号を入れる」というのもあり、口コミで噂が広がるようにした。川添真理子が『ファンロード』等で行った活動は特に有名。
- コミケ等の同人誌即売会のイベントで、自分たちの本と一緒に売り場に置く。
- 電車等、不特定多数の人が集まる場所で、さりげなくCBを読む。
- 『怪物パラ☆ダイス』の主題歌「ランデヴー」のシングルを買ったり、有線でリクエストしたりする。さくま自身もFM沖縄の番組「ポップンロール・ステーション」にゲスト出演、CBや「怪パラ」の宣伝とともに「ランデヴー」を流してもらった。

これらの積極的な活動に対して、さくまは「日本で一番心優しい読者が集まってる本だ」「みんながこの本を何とか出せるようにという思いがひしひしと伝わってくる。私はみんなになんて応えたらいいんだろうなぁ」と感謝の意をたびたび示した。また、「ブレイクした暁には、エピソードに事欠かない本だぞ」ともコメントしていた。
そしてさくま自身も「負けてられない」と、「チョコバナナ編集長」の肩書きをひっさげて他メディアに宣伝活動に赴いた。「桃鉄」等ゲームの紹介記事のインタビューでCBの話をした他、主なものをあげると、
- 『近代麻雀オリジナル』で負けまくりつつ宣伝。当時はまだ左手が動かず、しかも15年ぶりの対局だったとのこと。
- コンパイルの発行する「ディスクステーションVol.15」に出演。同号ではCBが読者プレゼントとなった。
- 「輝く日本の星!」の企画「手塚治虫を作る」に審査員として出演。同番組には名誉会員も多数参加した。オーディションの参加者全員にCB8巻が参加賞として送られた。
- 『じゅげむ』97年9月号ですぎやまこういち、堀井雄二、岡本吉起、西尾仁志らと座談会。編集部に「ジャンプ放送局」フリークがいて、CBを宣伝する前に自主的に取り上げてくれたとのこと。
- その他、取材を受けたときの自分の写真の脇にCBをさりげなく写す。
- ショッカーO野他、友人達も宣伝・営業活動に協力してくれたという。

これらの活動は一応は実を結び、「バックナンバーを置いてくれた」「新刊が平積みで置いてあった」「入荷した分が売り切れた」などの報告が、全国から多数寄せられた。しかし、結局最後まで売上は赤字のままだったらしい。

## サプライズゲスト
CBに集う漫画家の卵たちのために、プロの業界人たちが、今で言う「サプライズゲスト」としてたびたび参加した。ほとんどのサプライズゲストは無償で協力してくれたらしく、さくま曰く「プロの先生方にとって、CBは自分の修行時代を思い出して、つい何かしてあげたくなる本」との事。
ショッカーO野
様々な顔を持つが、今回の肩書きは「ヒーロー評論家」。1巻「ヒーロー&ヒロイン部門」ゲスト審査員。投稿作品を総評して「ゲームキャラのような作品が多かった。今度はもっと懐かしめのヒーローも見たい」とコメントした。のちに地方のイベント等に行ったときにCBの営業をしてくれたそうである。
横山智佐
声優。6巻「ヒーロー&ヒロイン部門」にトークで参加。これで一時的にJBSの四人がそろった。のちの光組3番・真魚（はせがわちず）がお気に入りだそうだが、読みを「シンギョ」と間違えていた（実際は「まな」）。
あかねこか
漫画原作者。小池一夫の劇画村塾でさくまと同期生だった。「星雲児（作画：池上遼一）」「女猫」などの作品が知られている。さくまは「公私にわたって助けてもらいっぱなしの人」という。10巻「ストーリー漫画部門（原作チャレンジ部門）」のために書き下ろしの原作「勇者伝説アギーレ!」を執筆。「プロになるのに必要な要素が全部盛り込んである」とはさくま談。「描く人の個性によってイメージが違ったモノになるように、考えて書いた」とは本人談。13巻ではさくまや山本貴嗣と共に応募作品を審査。応募した全作品にコメントを付けた。
西尾仁志
元カプコンのデザイナー。10巻・13巻「原作チャレンジ部門」に、自身もゲームの仕事で忙しい中、2本も作品を描いて来たという。『怪物パラ☆ダイス』の時と同じく、さくまが呼びかけたわけではなく自発的に参加した。あかねこかに内緒で、さくまが他の投稿作品に紛れ込ませて見せたところ、見事に選ばれた。本誌には1本だけ掲載。
山本貴嗣
漫画家。10巻・13巻「原作チャレンジ部門」の模範作品として、同じ原作、同じ条件（8ページ）で執筆。実は当初からこの企画に賛同していた。さくま曰く「プロ業界の人が、その絵の上手さ、構図のすごさ、演出の巧みさに尊敬する人が多いことでは定評があります」との事。あかね曰く「選ばれなかった人は、山本先生の作品を見れば納得するはずです」。
青木光恵
漫画家。エッセイ漫画の第一人者。14巻で、同じくエッセイ漫画である「バナナDAYS」の選考をし、コメントを付けた。

## 逸話
- 15巻ファンタジー部門「魔法使い」の最終ページには、大沼弘幸の娘、堀井雄二の娘、そしてさくまの娘（佐久間ゆり）の絵が載った。発端は堀井の娘（ペンネーム：ミラクルM）が「添削テンサイ塾」に投稿して来たこと。しかし当時すでに同コーナーは終了しており、載せる場所がなかった。そうこうしている内に「魔法使い」に大沼の娘（ペンネーム：ゆすかる）が偶然応募してきた。そこで堀井娘の絵がたまたま魔法使いだったこともあり、企画物としてさくまも娘（ペンネーム：ゆりプ〜）に魔法使いの絵を描かせ、三人そろって掲載となった。業界におけるCBの知名度を物語るエピソードと言えるが、さくま娘を含めて業界人の子息の投稿作品が載ったのは、後にも先にもこれ一回きりである。
- 「ヒーロー&ヒロイン部門」を設立した当初、さくまは「ウルトラマンや仮面ライダーのような正統派ヒーロー」が多く来ると予想していた。しかし蓋を開けてみると、「ゲームキャラのようなデザイン」で、ジャンルは「妖怪物、探偵物、時代劇」さらに「死神物」が多く来てしまった。さくま曰く「正統派だけじゃ面白くないと思って幅を広げたら、広げた先で似てしまった」との事。当時（1996〜1998）はいわゆる「イケメンヒーローブーム」の前で、多くの同人アマチュア絵描き（特に女性）にとって「変身ヒーロー」は馴染みのない存在だったことが指摘される。特に死神物の氾濫はひどく、「死神マガジンって、雑誌名に変える?（土居）」「私たちはもう死神物とファンタジー物の多さに麻痺してます（さくま）」と、さくまたちを辟易させた。なお、この「素人が作る作品には死神物が多い」という現象は、『ファンロード』でも長江朋美（岡品とおる）によって報告されている。なんでも、とある漫画賞の応募作品の8割が「死神物」で、しかもあらすじ（主人公の魂を取りに来た死神が、人間となっていっしょに住む）や「死神が光るシーンのページ数（光った後人間になる）」まで一緒だったという。FRではこの現象を「死神ピカー」という用語にした。
- 毎回コメントでさくまたちから伝授される教えに、多くの投稿者たちは素直に従った。しかし全員ではなく、反発して抗議の手紙を送りつけてくる者も存在したという。「選考基準がおかしい、偏ってる」という類の抗議も多く、中でも一番ひどいのは「努力しない人は絵を描いてはいけないんですか!」だったという。それに対して「そんなこという人は、余裕がない、子供なだけだ」という読者からのフォローもあった。
- 業界でのCBの知名度・注目度は高く、さくまの口からもたびたび「プロの漫画家の人たちがこの本が出ると、電話で論評しあう」「毎日読んでるというプロの人も多い」という報告がなされた。他にもあきまんなどがCBファンだと判明し、編集部には浅草キッドやゲーム雑誌のライター、『週刊少年サンデー』の編集者などが訪ねてくる事もあったという。
- 投稿ハガキは、さくまは「全部保存してある」と言っていた。「将来投稿者が有名になったときに『ホレホレ、君は昔こんな下手な絵を描いていたんだよ〜』と脅す」ためだそうだが、実行できたのか、そもそも今でも保存してあるのか、全く不明である。最終巻である16巻の記述によると、「チョコバナナ記念館」と称してテストプレイ部屋の一区画にハガキを安置する棚を作ったそうである。そんな事をしたのは今回が初めてで、「ジャンプ放送局」のハガキもトロフィーもぜんぜん取っておかなかったという。さらに、作ったゲームも全部揃っていないとの事（現在どうなのかは不明）。「それだけチョコバナナには満足したということだよ」とは本人談。
- 9巻の時点で、1〜7巻が500冊を残して断裁処分となってしまった。現在出版社にはバックナンバーは残っていないが、盛り上げ隊の努力の末売り切ったのか、はたまた処分されたのかは不明。
- さくまの家では、CBの事を「道楽」とか「宣伝費」とか言われていたという。しかも一緒に仕事しているのが土居と榎本なので、遊びと思われているとも。『怪物パラ☆ダイス』の裏技で見られるCB宣伝でも「私さくまが道楽で作ってる…」と明記されていた。
- 『怪物パラ☆ダイス』の4コマ劇場（出版の予定があったが中止になり13巻に掲載）に応募した投稿者、『桃太郎電鉄7』の女風呂イラストなどを担当した絵師達には原稿料が支払われた。ただし現金ではなく図書券だった。これによって赤字が増えることも気にせず「本人は原稿料を出すという行為自体にロマンを感じている（いた）」そうである。
- 『怪物パラ☆ダイス』の宣伝のため、9巻・10巻・11巻には帯が取り付けられた。やはりさくまが身銭を切っての行為だったため、読者から「予算大丈夫ですか?」と心配された。対してさくまは「大丈夫ではないが、あれならゲームファンが新規の客になるし、売れ残ってもゲームの宣伝になる。なんて悲しい知恵なんだ」とコメントした。
- 「単行本形式」の「イラスト投稿雑誌」という特異なスタイルのため、書店の方からは「どこのジャンルの棚に置けばいいか」という問い合わせが頻繁に来たという。成年コミックの棚に置かれることも珍しくなかった、との事。なお、CBの単行本は「ジャンプ放送局」などのように雑誌の連載を本にまとめたわけではない。また、「コムナビ」出張版の連載分をまとめた本も現時点では存在していない。
- 休刊を決意したものの、それは終わりではなく始まりだと言っていたさくま。それを表すように、16巻背表紙には「START!」の文字が入っている。
- 創刊早々、さくまが脳内出血で倒れるというトラブルに見舞われたCB。それでも製作は続けられ、容態が安定した（それでも点滴3本吊るしていた）翌年1月には、病室にハガキを持ち込んで編集を開始した。そのせいで2巻はさくまの入院生活レポートともなっている。退院した3巻以降も、たびたびさくまの健康状態やリハビリのことが会話に上った。
- CBは「さくまあきらのアイデアの供給源」の側面も持っている。『怪物パラ☆ダイス』が誕生したのもそうだが、同じく「モンスター部門」にて特集した「全国ご当地モンスター」がのちに桃鉄の「名産怪獣」となった。また、「ヒーロー＆ヒロイン部門」で「登場人物の設定などがわかるように描こう」と呼びかけるときには「でないと私がゲームを思いつかない！」とまで言い切っている。
- 盛り上げ隊の尽力などにより、CBの知名度が上がってくると、今度は「CBで常連である」「ランキングで好成績を残した」事が、他の雑誌などで権威として扱われるようになった。それに対してさくまは「まだプロじゃないし、単行本も出してないのに変だよ」「今はまだおままごとの段階だ。でもいつかは本物のランキングにしてみせる」とコメントしていた。

## 関連作品

### ゲーム
詳細は各項目を参照。参加メンバーの名前はスタッフロール準拠で表記する。
『怪物パラ☆ダイス』
メイクソフトウェアから発売された、さくまあきらのゲーム製作10周年記念作品。「モンスター部門」の作品から生まれたモンスターが多数出現。裏技で「チョコバナナ」の宣伝や、さくまの友人からのお祝いメッセージが見られる。
『さくま式人生ゲーム』
タカラ（現・タカラトミー）から発売された、人生ゲーム30周年記念作品。ゲーム中のキャラクターデザインやイラストの8割がチョコバナナチームの手による。ただし、パッケージにチョコバナナの文字はない。
『桃太郎電鉄7』
女湯、男湯、新人歌手養成イベントでチョコバナナ投稿者のイラストを使用。裏技で宣伝も見られる。
女湯イラスト：都氏さとみ、日下部亮、妃巫
男湯イラスト：黒川春姫
新人歌手養成イベント：天街由佳子、真魚、石橋淑江、妃巫、AKD、内本まなみ、渡辺佐和子、黒川春姫
『桃太郎伝説』（プレイステーション版）
女湯のイラスト：はせがわちず、他
『桃太郎電鉄V』
「7」とほぼ同じ。宣伝の裏技はない。
女湯イラスト：高橋修、草壁雅人、丸堀彩文、T・P・うににん
男湯イラスト：こうたかとも
新人歌手養成イベント：武内尚子、高橋修、草壁雅人、天街由佳子、神、宇都宮茂紅、上遠野由樹、内本まなみ、美里、中村麻友子、岡村新司、はせがわちず、えんらえんら
ウマウマ・ロボッペ・モギモギ・キャラクターデザイン：草壁雅人、門谷祥子、あじゅごん
『お仕事式人生ゲーム　めざせ職業王』
上記の『さくま式〜』の続編的な作品。『さくま式』のキャラクターやイラストが引き続き使用されているが、スタッフロールでは明記されていない。

### 書籍
『さくまあきらの正体』
株式会社ピー・アール・サーカス　株式会社そしえて
自伝本。横浜ベイスターズ優勝の時のレポートや、CB出身のアマチュア作家二人（汐崎じゅん、渡空燕丸）の紹介など。
『桃太郎電鉄7 4コマ劇場1』
中尾淳&チョコバナラーズ　衆芸社
『桃太郎電鉄7 4コマ劇場2』
たつきじゅん&チョコバナラーズ　衆芸社
以前からさくまは「自分のゲームの四コマ本は、自ら選んで編集したい」と想っていたそうで、この本でそれが実現した。なお、先述の『怪物パラ☆ダイス』や「桃太郎伝説（プレイステーション版）」でも同様の企画があったが実現しなかった。
『わるわ〜るど』1
岩岡目々（現：いわおかめめ）
「わるわるの館」の見習い魔女・恋（こい）ちゃん。彼女は悪霊を100匹退治して、幼い頃に死に別れたお母さんを生き返らせようとしていた。師匠のルド、相棒のミイラ男・巻太郎（かんたろう）、石化能力を持つボーイフレンドの緑（みどり）と協力して悪霊退治をする彼女。しかし悪霊（この作品では、いわゆる「悪魔」や「魔獣」などもひっくるめてこう呼ばれる）は時に手ごわく、さらに緑に横恋慕する「ドクロの館」の魔女・麗奈（れいな）と師匠の毒松（どくまつ）の妨害が入る。
CBコミックスの第一号。
『宇宙人ショック1』
神谷栄和（現：神谷ろん）
ある日突然、父親から「自分達一家は宇宙人で、故郷の星に帰らないといけない」と告げられた松野マサヒロ少年。しかし一向に旅立つ様子はない。それどころか父親の奇行がエスカレートし、クラスメートを巻き込んだドタバタに発展する。
上記の『わるわ〜るど』同様、2巻以降は発売されなかった。
以下は16巻の刊行予定に載っていたが、発売されたかは未確認。
『たすけて！福助1』
藤川かつら
300年前の先祖が助けた「神の子」が、現代日本の神代龍太郎の元にやってきた。その名は福助。先祖の恩返しに龍太郎を幸せにしようとする福助だが、「福の神」になる修行も兼ねているため、777日で条件を満たさないといけない。「天界七つ道具」なども駆使して、未熟ながら奮闘する福助。